# Charaxes tilli
Charaxes tilli är en fjärilsart som beskrevs av Lederer 1944. Charaxes tilli ingår i släktet Charaxes och familjen praktfjärilar. Inga underarter finns listade i Catalogue of Life.